# Stenus artus
Stenus artus är en skalbaggsart som beskrevs av Thomas Casey. Stenus artus ingår i släktet Stenus och familjen kortvingar. Inga underarter finns listade i Catalogue of Life.